# سیتروس‌هیل (فلوریدا)
سیتروس‌هیل (به انگلیسی: Citrus Hills) یک منطقهٔ مسکونی در ایالات متحده آمریکا است که در شهرستان سیتروس، فلوریدا واقع شده‌است. سیتروس‌هیل ۲۵٫۱۳ کیلومتر مربع مساحت و ۷٬۴۷۰ نفر جمعیت دارد و ۳۵ متر بالاتر از سطح دریا واقع شده‌است.